# Evenfall
Evenfall es una agrupación de metal gótico, con influencias de Black metal y Doom metal. Evenfall tiene origen en Italia y Austria, y fue fundada en 1992.
Este grupo mezcla la rudeza de sus guitarras con un sonido atmosférico. Algunos temas son Black Bloody Roses, Cumbersome, Garden Of Sadness y un cover de la canción "Entre Dos Tierras" de Héroes del Silencio.

## Integrantes
- Roberta Staccuneddu (Voz)
- Ivan D'Alia (Guitarra)
- Max Boy (Teclados)
- Vito Raia (Batería)
- Jones Adang (Guitarra)
- Mark Stagni (Bajo)

## Discografía
- 1993: My Cross
- 1994: Sepolcrum
- 1997: Evenfall
- 1999: Still in the Grey Dying (Century Media)
- 2002: Cumbersome (Century Media)